# Giuseppe Pericu
Giuseppe Romeo Pericu (Gènova, 20 d'octubre de 1937) és un polític italià que va desenvolupar els càrrecs de diputat entre els anys 1994 i 1996 pel Partit Socialista Italià i de batlle municipal de Gènova entre els anys 1996 i 2007 per a la unió de centreesquerra.
Ocupà també la càtedra de professor de dret administratiu a la Universitat de Milà i a la Universitat de Gènova.